# Mirmecófita

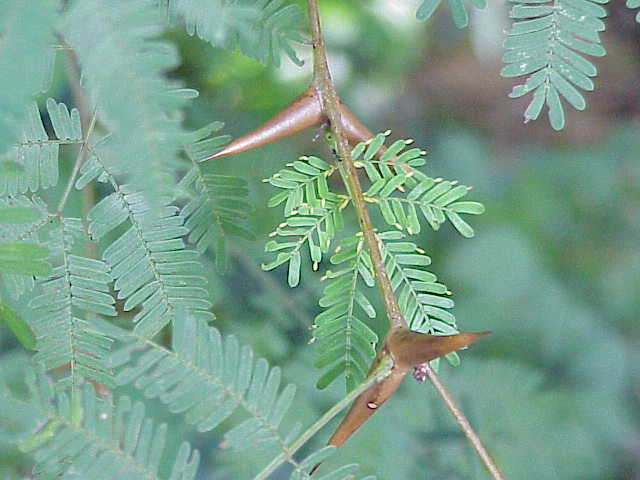
Acacia collinsii, una mirmecófita.

Una mirmecófita es una planta que vive asociada (mutualismo) con una colonia de hormigas y posee órganos especializados donde se guarecen sus hospedantes. Hay cerca de una centena de géneros de mirmecófitas. Estas plantas poseen adaptaciones especiales que procuran comida y refugio a sus huéspedes. Las estructuras adaptadas a estos requerimientos incluyen los llamados domacios, los 'dispensadores' de nutrientes y los nectarios extraflorales. Recíprocamente, las hormigas colaboran con un mirmecófito en varios modos: polinizando, dispersando semillas, reuniendo nutrientes y contribuyendo a la defensa de la planta. Concretamente los domacios adaptados a las hormigas se denomina 'mirmecodomacios'.
Por ejemplo, Myrmecodia, una planta epífita de Malasia, desarrolla tubérculos con una red de cavidades habitadas por hormigas. Otro ejemplo es la pimienta de las hormigas.
Algunas especies de Acacia de América tropical tienen espinas huecas para el mismo propósito. Representa asociaciones mutualistas y comensalistas.

## Mutualismo

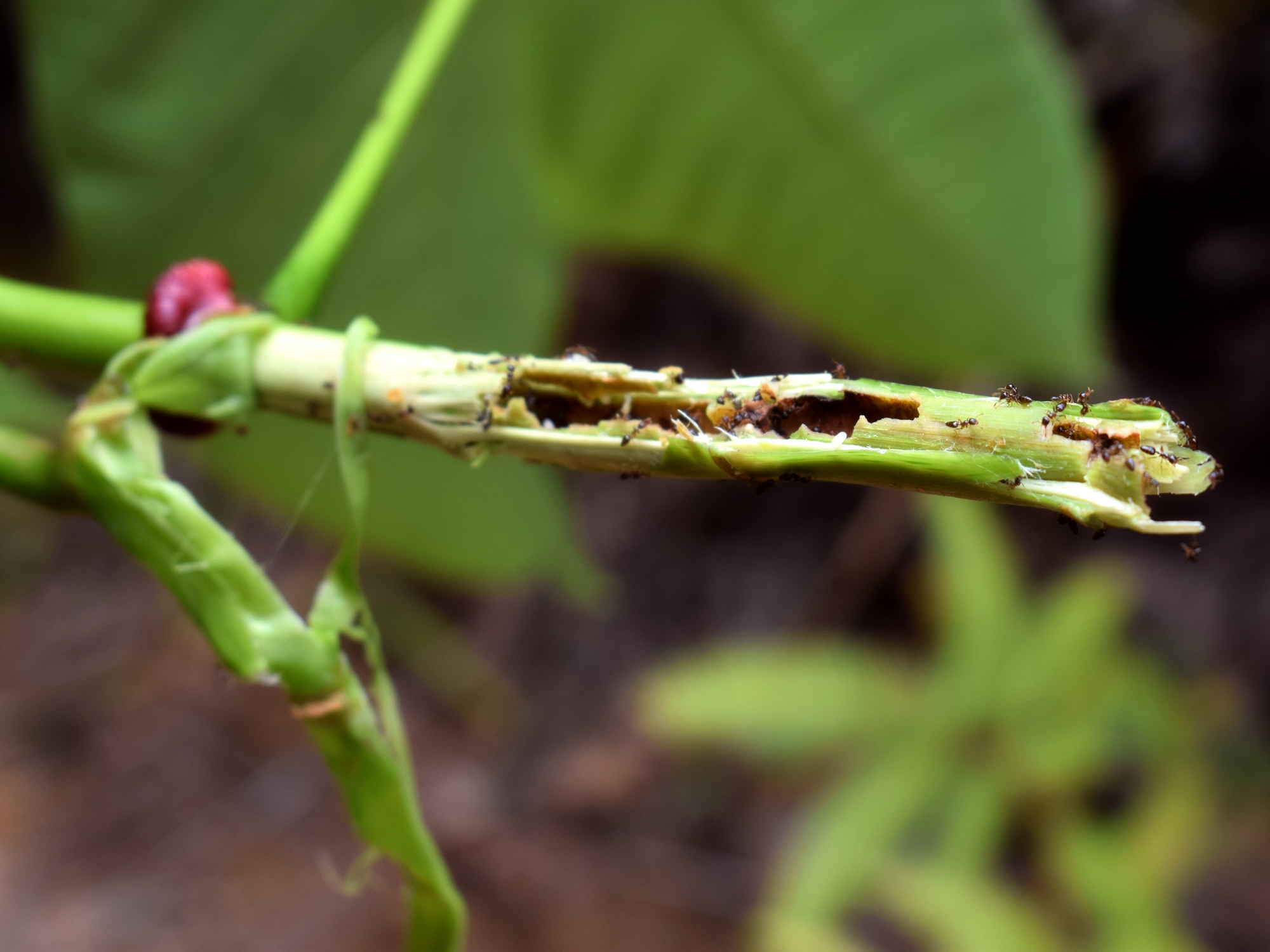
Macaranga bancana, ramita hueca habitada por hormigas.

Las plantas mirmecófitas comparten una relación mutualista con las hormigas en beneficio mutuo. Esta asociación puede ser tanto optativa como obligatoria.

### Mutualismo obligatorio
En el mutualismo obligatorio ambos organismos son interdependientes. No pueden sobrevivir el uno sin el otro. Un ejemplo de este tipo se halla en el género Macaranga. Todas las especies de este género proveen de alimento de algún tipo a las hormigas, pero solo las especies con mutualismo obligatorio producen domacios. Únicamente algunas de las más comunes de las especies mirmecófitas de Macaranga interactúan con las hormigas del género Crematogaster. Así C. bornensis ha llegado a depender totalmente de su planta asociada. No podría sobrevivir sin las celdas donde habita y sin la comida que rezuma la planta. En ensayos de laboratorio, las hormigas obreras no pudieron salir adelante lejos de la planta de acogida. Cualquier otro hábitat resultaba inviable para ellas.

### Mutualismo optativo
El mutualismo optativo es aquel en que ambos beneficiarios (plantas y hormigas en este caso) no son totalmente interdependientes. Cualquiera de los dos puede pasar sin el otro. Este tipo se da en plantas que poseen nectarios extraflorales y no otras estructuras especializadas para favorecer a las hormigas. Estos nectarios permiten a una gran variedad de especies animales interactuar con la planta y sacar beneficio de ella. Puede darse también en plantas no nativas (introducidas) donde una coevolución aún no ha tenido lugar. Por ejemplo las leguminosas del Viejo Mundo, al ser introducidas en Norteamérica fueron objeto de protección por parte de las hormigas con origen en otras regiones diferentes.